# Plaça de Sant Felip Neri
La plaça de Sant Felip Neri del barri Gòtic de Barcelona rep el nom de l'església del mateix nom d'estil barroc que la presideix, i que té annexada la casa de la Congregació de l'Oratori. També s'hi han reconstruït les façanes renaixentistes de les antigues cases dels gremis de Calderers i Sabaters, aquesta última seu del Museu del Calçat. Al centre hi ha una font amb una base octagonal.

## Història
Aquest terreny va ser el cementiri de la Catedral de Barcelona i s'hi enterraven els seus parroquians i alguns membres de les confraries i gremis que tenien un altar assignat a la catedral o que hi estaven residenciades. El lloc funerari també rebia el malnom del cementiri dels condemnats perquè s'hi enterraven els sentenciats a morir a la forca o a ser esquarterats; també s'hi havien enterrat alguns botxins per l'aprensió de molts barcelonins a ser enterrats al mateix cementiri que ells. Disposava d'una casa per al fosser i una capella petita dedicada als condemnats, la qual tenia una imatge del Sant Crist de l'Agonia.
El segle xvii era conegut com el Fossar de Natzaret, i va quedar totalment saturat durant la gran epidèmia de pesta negra del 1653. També va servir de fossa comuna en diverses desgràcies, com el naufragi d’una galera al port el 1684. En aquells anys es va fundar la Congregació de l’Oratori, que a partir del 1748 va aixecar l'església, mutilant part del cementiri.
El 1809 s'hi van enterrar els patriotes ajusticiats per haver participat en un complot antinapoleònic: Ramon Mas, Julià Portet i Pere Lastortras, que tenen un monument a la plaça de Garriga i Bachs. Aquell mateix any es van prohibir les sepultures al claustre de la Catedral i es van construir uns nínxols al Fossar de Natzaret, pero aquesta iniciativa va durar poc temps, ja que el cementiri va deixar de funcionar l'any 1816 per ordre del capità general Francisco Javier Castaños, que va decidir aplicar l'antic decret de Carles III de 1787 que ordenava la supressió dels cementiris parroquials. Aleshores, l'espai de les tombes va ser substituït per una plaça més reduïda que l'actual.
Segons Joan Amades, un dels edificis de la plaça va albergar un museu de contrabandistes, el qual exposava els diferents estris i aparells que s'utilitzaven per a evadir els burots i passar el contraban. Possiblement era l'únic d'aquest gènere que es té constància i s'hi van arribar a exposar fins a tres-cents objectes.
El 30 de gener del 1938, durant la Guerra Civil espanyola, hi va caure una bomba de l'aviació del bàndol nacional que va provocar 42 víctimes mortals, la majoria d'elles nens que s'havien anat a refugiar al soterrani de l'església (a la façana encara es poden veure els impactes de la metralla). També van quedar destruïdes les cases adjacents. L'arquitecte municipal Adolf Florensa i Ferrer va ser l'encarregat de la reconstrucció i va decidir adaptar-hi les façanes renaixentistes de dos edificis desmuntats per l'obertura de l'avinguda de la Catedral i la Via Laietana. Finalment, es va recrear la façana de l'entrada del carrer de Sant Felip Neri, aprofitant elements de diversos edificis enderrocats (vegeu Casa Vives).
El 2009 es va dur a terme una intervenció arqueològica, consistint en un petit sondeig al costat d'una cala feta sense control al peu de la font del centre de la plaça. S'hi va poder documentar un mur de carrerons regulars, que per la seva tècnica constructiva es podria datar en plena època medieval, malgrat que només es van poder excavar estrats associats de finals del segle xvi o inicis del segle xvii. Així doncs, es tractaria d'un vestigi de la trama medieval anterior a la gran remodelació que durant la primera meitat del segle xviii provocà la construcció de l'església i el convent de Sant Felip Neri.

## Galeria d'imatges

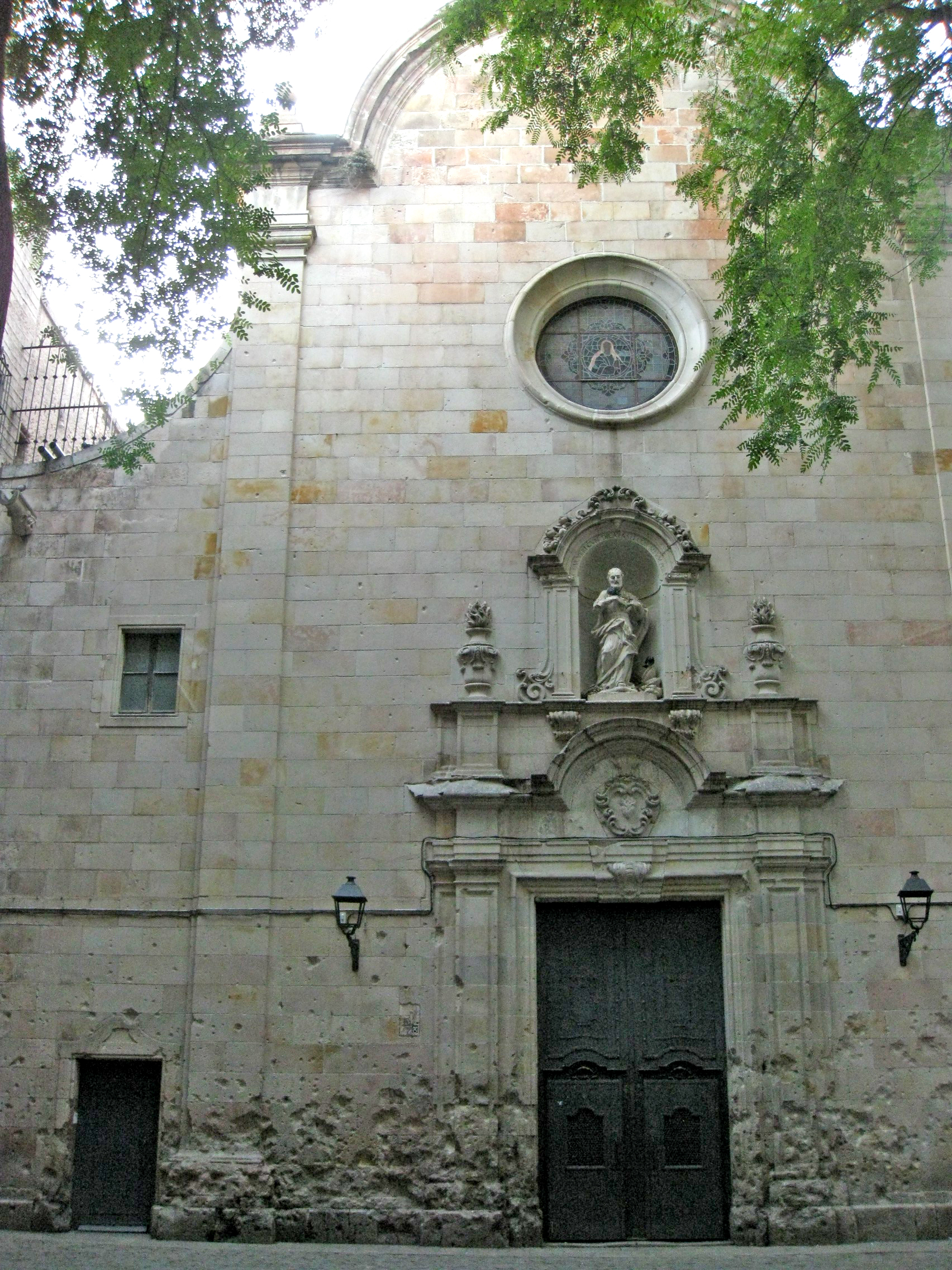
Església de Sant Felip Neri
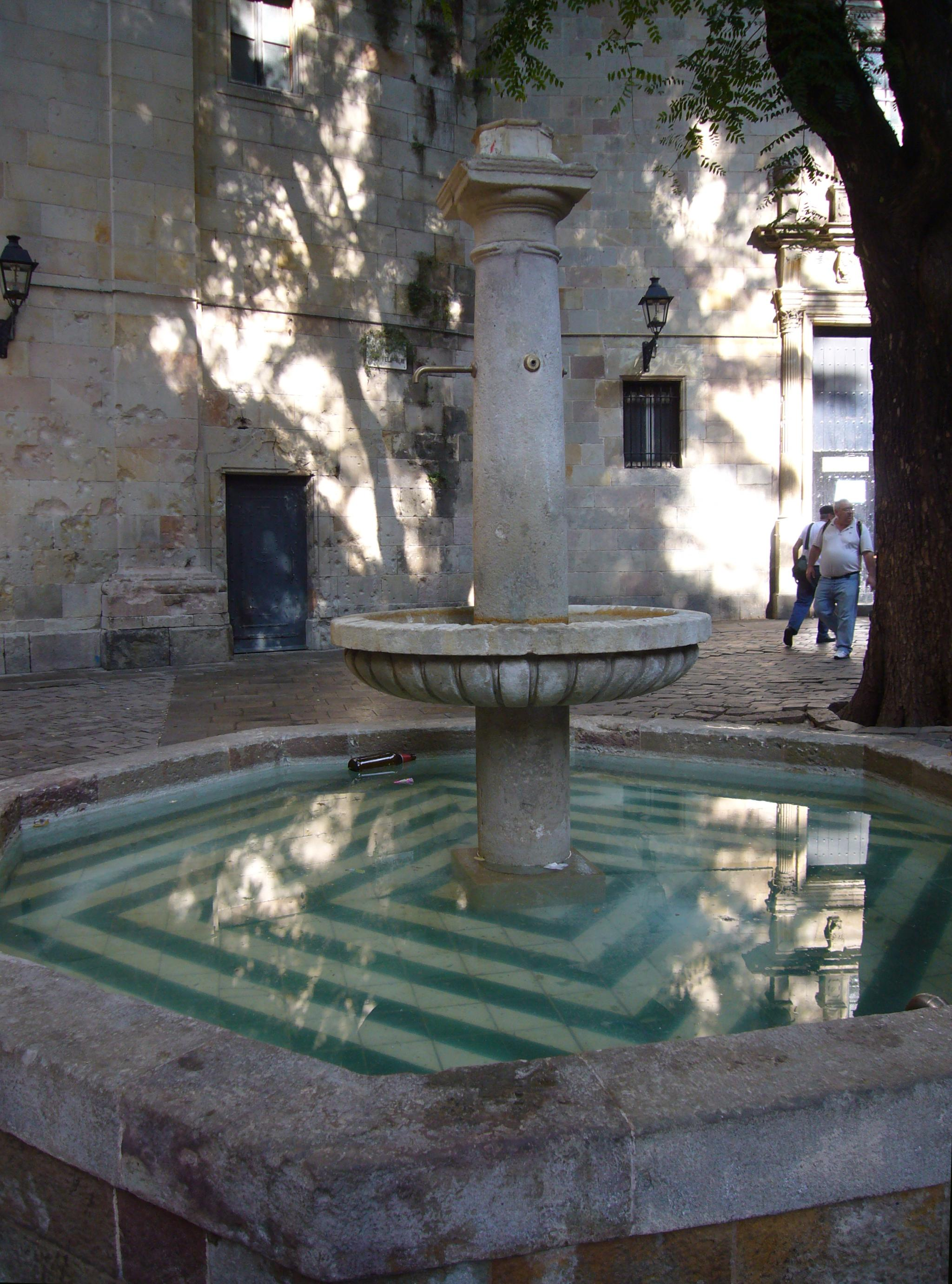
Font de la plaça
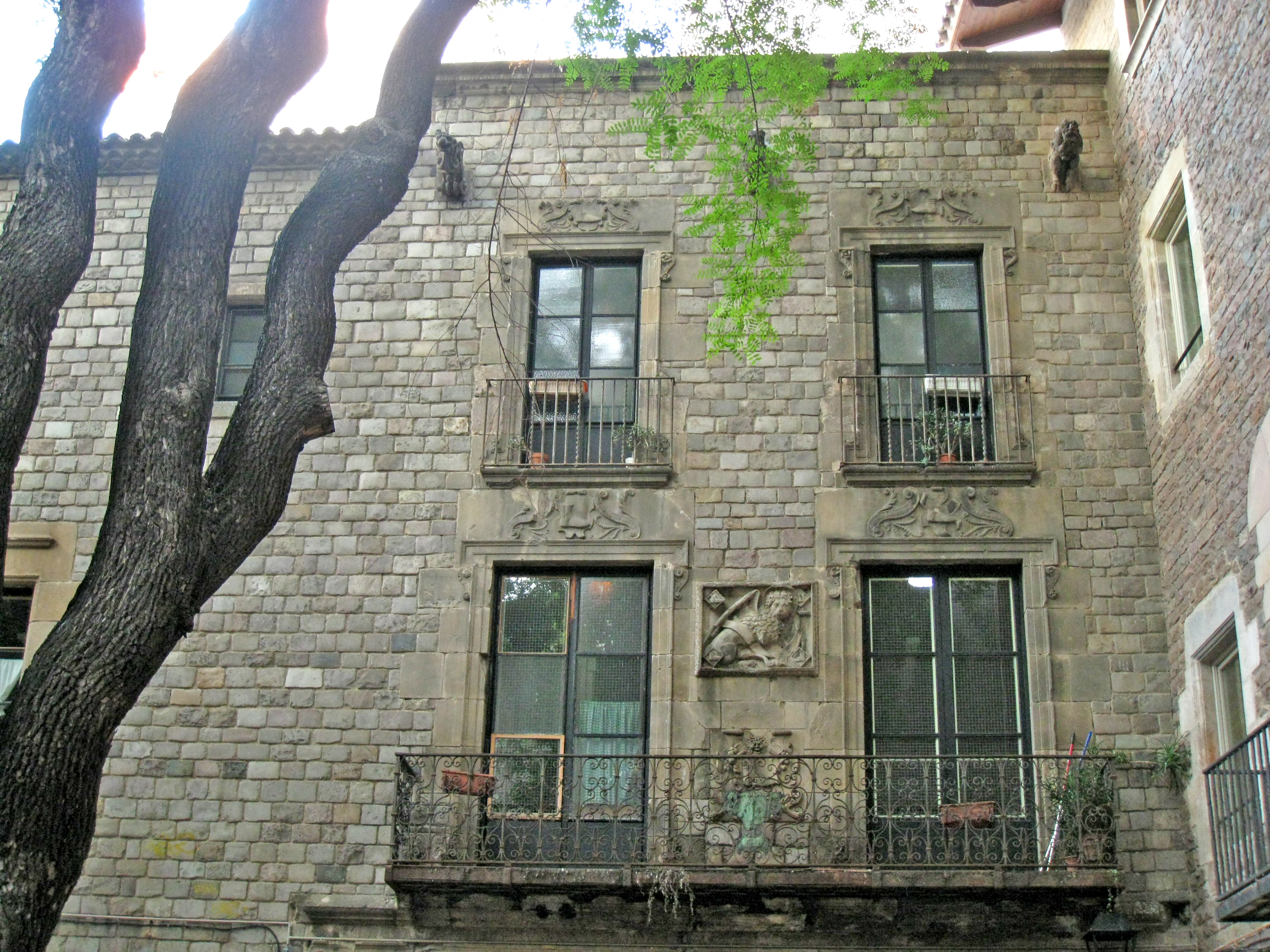
Casa del Gremi dels Sabaters, Museu del Calçat
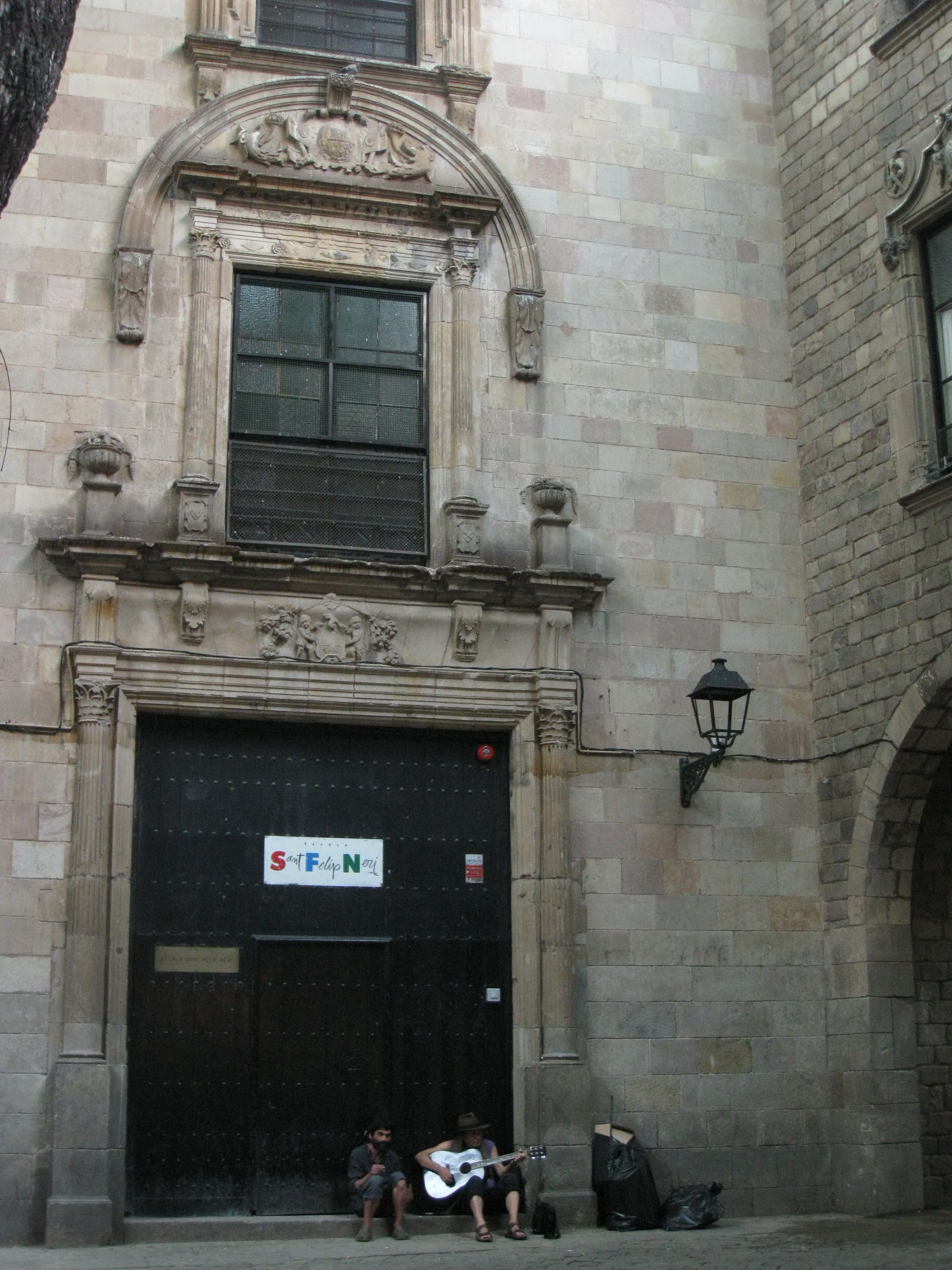
Casa del Gremi dels Calderers, Escola Sant Felip Neri